# 普渡河
普渡河是中华人民共和国云南省的一条河流，为长江金沙江段的一级支流，也是金沙江在云南省境内唯一面积超过1万平方千米以上的支流。

## 概况
普渡河因佛教用语中的“慈航普渡”得名，一说因普姓人家在河上设渡而得名。
普渡河上游称为盘龙江，主源牧羊河发源自嵩明县西部梁王山西侧，在昆明市盘龙区松华乡与甸尾河汇合，始称盘龙江。盘龙江向南流经昆明市市区，最后注入滇池。从滇池出湖口开始为中游，湖口到石龙坝水电站一段称海口河，石龙坝水电站以下称为螳螂川，向北流经安宁市、富民县，在富民县过永定大桥之后始称普渡河。最后纵贯禄劝县，最后在禄劝县则黑乡注入金沙江。全长363.6公里。流域面积11,657平方公里。途纳鸣矣河、木板河、掌鸠河等支流。
另外也有很多资料直接将螳螂川作为主源，全长变为294公里或213公里。

## 地理概况
普渡河流域地处亚热带高原湿润季风气候区，年平均气温14.5～15.8摄氏度。降水集中，干湿季分明。径流量以降水补给为主，雨季常常洪水泛滥。流域内地形多为山地，平均海拔1500～2800米。流域内富含磷矿、盐矿。地热资源丰富，干流下游穿行于高山峡谷之间，富水力资源。
- 昆明市西山区海口街道（原海口镇）附近的螳螂川河段
- 安宁市温泉街道（原温泉镇）白塔村附近的螳螂川河段
- 温泉街道附近河段
- 禄劝县北部普渡河上的小河口电站